# Франсуа Бюзо
Франсуа Ніколя Леонар Бюзо (фр. François Nicolas Léonard Buzot;  1 березня 1760, Еврьо —  18 червня 1794, біля Сент-Емільон) — французький адвокат і діяч Великої французької революції, жирондист.

## Біографія і діяльність
За професією адвокат, був віце-президентом паризького суду. Досить довго товаришував і листувався з Манон Ролан.
У 1789 році був обраний депутатом і входив до крайньої лівої партії. У конвенті проявив себе рішучим прихильником партії Жиронди і одним з найвпливовіших її членів. На нього було зведено звинувачення в роялізмі та помірності, хоча він свого часу подавав голос за страту короля, і він змушений був у 1793 році втікати до Нормандії, де безуспішно намагався підняти повстання.
Разом зі своїми друзями-жирондистами Петіоном та Барбару втік від переслідувань, проте зважився покінчити життя самогубством. У червні 1794 року поблизу містечка Сент-Емільйона було знайдений його труп, він застрелився.

## Видання
- Записки Бюзо про Французьку революцію «Mémoires sur la Révolution française» були видані з передмовою Guadet у 1823 році, .